# Talmont-Saint-Hilaire
Talmont-Saint-Hilaire település Franciaországban, Vendée megyében. Lakosainak száma 8327 fő (2022. január 1.). Talmont-Saint-Hilaire Grosbreuil, Jard-sur-Mer, Poiroux, Sainte-Foy, Saint-Hilaire-la-Forêt, Saint-Vincent-sur-Jard és Les Sables-d’Olonne községekkel határos.

## Népesség
A település népessége az elmúlt években az alábbi módon változott:
| Lakosok száma | 7263 | 7363 | 7700 | 7657 | 7748 | 7831 | 7933 | 8161 | 8327 |
|               | 2013 | 2015 | 2016 | 2017 | 2018 | 2019 | 2020 | 2021 | 2022 |